# بیمارستان الشفاء
بیمارستان الشفاء (عربی: مجمع الشفاء الطبي) بیمارستانی در غزه است که در دههٔ ۱۹۲۰ میلادی ساخته شد.
این بیمارستان اولین بار توسط حکومت خودگردان فلسطین در سال ۱۹۴۶ تأسیس شد و در دوران حکومت مصر بر این بیمارستان و بعداً اسرائیل گسترش یافت. در طول جنگ غزه (۲۰۰۹ - ۲۰۰۸)، بیشتر پوشش رسانه ای از سوی خبرنگارانی بود که از بیمارستان گزارش می دادند. در طول جنگ غزه در سال ۲۰۱۴، اسرائیل مدعی شد که شبه نظامیان حماس از بیمارستان الشفاء به عنوان پایگاهی برای عملیات خود استفاده می کردند که توسط کارکنان بیمارستان، از جمله پزشک نروژی، مادس گیلبرت، تکذیب شد.
در طول جنگ اسرائیل و حماس، اسرائیل انیمیشن‌هایی را منتشر کرد که یک شبکه بزرگ زیرزمینی شبه‌نظامی را در زیر بیمارستان به تصویر می‌کشید. در ۱۵ نوامبر ۲۰۲۳، نیروهای اسراییلی به بیمارستانی که هزاران فلسطینی در آن پناه گرفته بودند، حمله کردند.
اسرائیل مدعی شد که این بیمارستان توسط حماس به عنوان یک پایگاه عملیاتی مورد استفاده قرار می‌گرفته است. این ادعا از سوی ایالات متحده حمایت می‌شد. حمله اسرائیل به طور گسترده مورد انتقاد قرار گرفت، و چندین رسانه خبری اسرائیل را به شکل گیری پروپاگاندا متهم کردند. این حمله منجر به مرگ غیرنظامیانی شد که در الشفاء تحت درمان بودند، از جمله نوزادان نارس در انکوباتورها. اسرائیل اعلام کرد که یک تونل در اطراف بیمارستان و تعدادی سلاح در داخل آن پیدا کرده است.  با این حال، این ادعا وجود یک مرکز فرماندهی حماس را نشان نمی‌دهد.

حمله دوم اسرائیل به بیمارستان در ۱ آوریل ۲۰۲۴ پس از دو هفته محاصره پایان یافت، که در آن اسرائیل ادعا کرد که شبه نظامیان حماس پس از پاکسازی بیمارستان در نوامبر ۲۰۲۳ به بیمارستان بازگشتند. بیمارستان به طور کامل با صدها تلفات در اطراف بیمارستان ویران شد.

## فرمان تخلیه فوری
در صبح ۲۷ آبان ۱۴۰۲، ارتش اسرائیل فرمان تخلیه کامل بیمارستان الشفاء را داد. پایوران درمانی، آمبولانس و درمانگاه جایگزین درخواستند که با مخالفت ارتش اسرائیل مواجه شدند.

## جنگ ۲۰۲۳

### کمپین اسراییل
قبل و بعد از محاصره بیمارستان، دولت اسراییل درگیر یک کمپین روابط عمومی با هدف توجیه محاصره و تصرف بیمارستان بود. در ۱۱ نوامبر ۲۰۲۳، وزارت امور خارجه اسرائیل ویدئویی را در توییتر منتشر کرد که ظاهراً از یک پرستار در الشفاء است که در آن او از ادعاهای اسرائیل در مورد استفاده حماس از بیمارستان حمایت می کند. نیشن (قدیمی‌ترین هفته‌نامه آمریکایی) این کمپین را پروپاگاندا توصیف کرد و اظهار داشت که این ویدئو به طور گسترده مورد تمسخر قرار گرفته است و بسیاری از اعراب صحت آن را زیر سوال می برند و وزارتخانه این توییت را در یک روز حذف کرده است. دیلی بیست، با اشاره به این ویدئو، گفت: "همه چیز در مورد آن بوی تئاتر دبیرستانی می داد - از لهجه نادرستی که به نظر می رسید مستقیماً از یک سریال تلویزیونی اسرائیلی به نظر می رسید تا صحبت های ارتش اسرائیل با فیلمنامه ای عالی که از زبان او بیرون می زد." فرانس ۲۴ دریافت که این ویدئو به احتمال زیاد روی صحنه رفته است.
محمد شهادا، رئیس برنامه‌ها و ارتباطات ناظر حقوق بشر اروپا-مدیترانه، درباره الزاماتی که اسرائیل بر رسانه‌ها در جریان بازدید تحت نظارت آنها در الشفاء تحمیل کرده است، گفت که این رسانه‌ها اساساً با انتشار پروپاگاندا موافقت کرده‌اند.
العربی جدید، با تشریح کمپین تبلیغاتی جاری و چگونگی نتیجه معکوس آن با افرادی که اعتبار اسراییل را زیر سوال بردند، نوشت که اسرائیل "به صداهای جعلی، ادعاهای بی اساس و تصاویر ساختگی برای سفید کردن حمله خود در غزه متوسل شده است." آنها بحث کردند که چگونه خرابی دستگاه های انکوباتور در بخش مراقبت های ویژه نوزادان بیمارستان الشفاء ناشی از انکار تحویل سوخت توسط اسرائیل و قطع برق عامل مرگ سه نوزاد نارس بوده است. اسرائیل در حالی که عامل کمبود سوخت و از کار افتادن دستگاه های انکوباتور موجود شده بود، نمایشی از تحویل دستگاه های انکوباتور جدید به بیمارستان را به نمایش گذاشت. با این حال، العربی جدید گزارش داد که این مشکل مربوط به دستگاه های انکوباتور نیست. مشکل به دلیل کمبود سوخت بود، موضوعی که به آن رسیدگی نشد.
جرمی اسکیهیل در مقاله ای که در ۲۱ نوامبر ۲۰۲۳ در اینترسپت منتشر شد، به تلاش های اسرائیل برای توجیه محاصره بیمارستان به عنوان پروپاگاندا اشاره کرد. اسکیهیل تاکید کرد قبل از محاصره بیماستان، اسراییل انیمیشن هایی منتشر کرده بود که ظاهراً یک مرکز فرماندهی و کنترل زیرزمینی پیچیده حماس را به تصویر می‌کشید. اسکیهیل معتقد بود که شواهد ارائه شده توسط ارتش اسرائیل پس از کنترل بیمارستان، قابل توجه نبود. اسکیهیل تاکید کرد بر کسی پوشیده نیست که تونل‌ها و اتاق‌های زیرزمینی در مجتمع بیمارستان الشفاء وجود دارد. وی ادامه داد در واقع، اسرائیل در ساخت آنها کمک کرد و شبه‌نظامیان حماس را به عنوان نگهبان برای محافظت از پیمانکارانی که در تاسیسات زیرزمینی در دهه ۱۹۸۰ کار می‌کردند، استخدام کرد.
پس از انتشار شواهد ویدئویی اسرائیل در ۲۲ نوامبر، آسوشیتدپرس، نیویورک تایمز، وال استریت ژورنال، گاردین و اسکای نیوز اظهار داشتند که این شواهد قطعی برای اثبات استفاده حماس از یک مرکز فرماندهی نیست.